# Tocharové

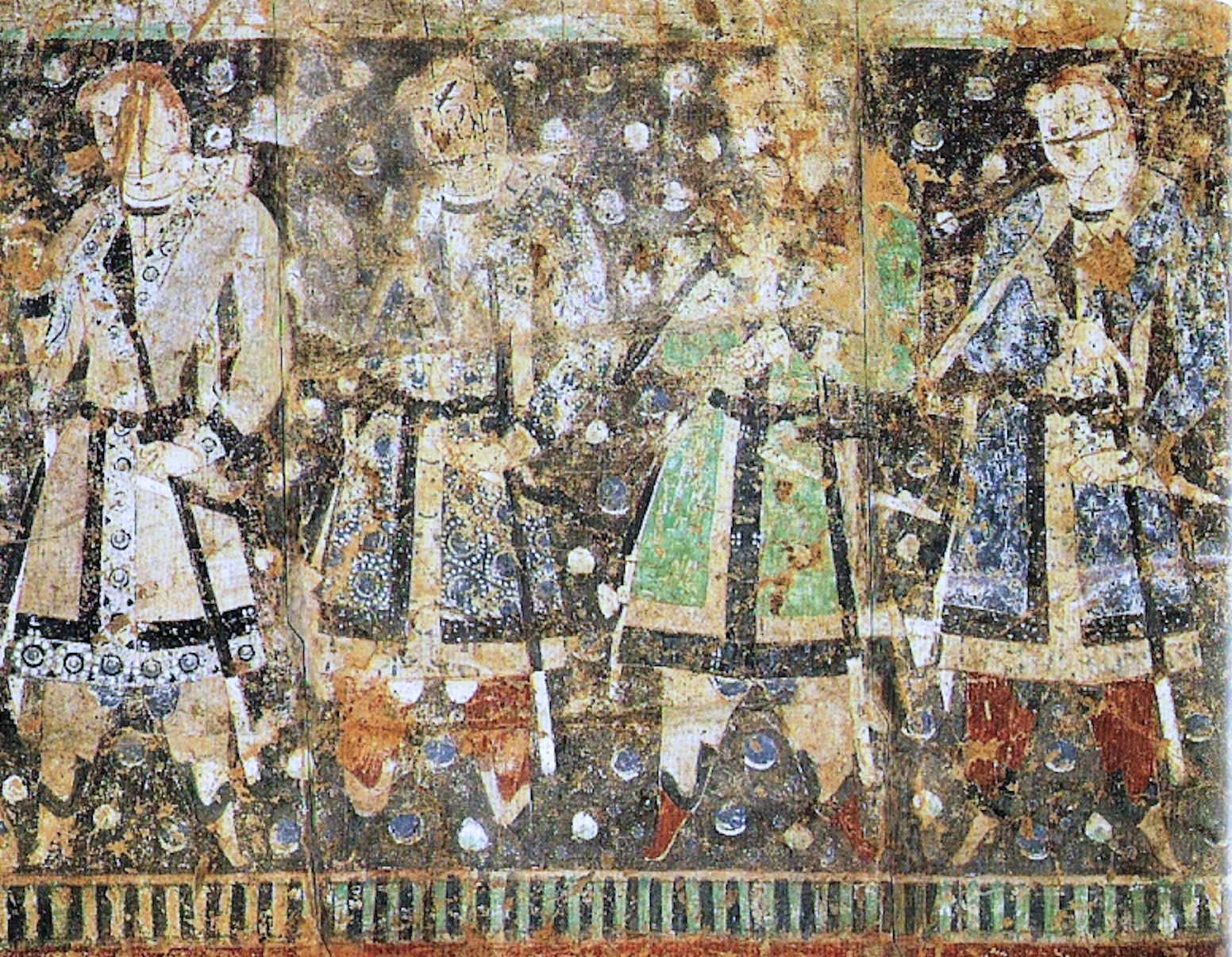
"Tocharové"

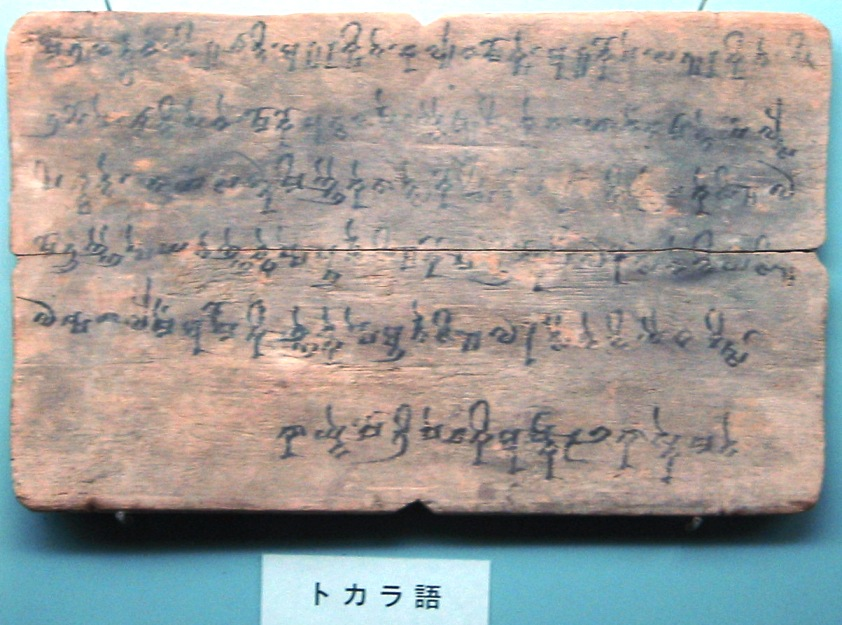
Dřevěná deska s textem v tocharštině

Tocharové, také zvaní Aršiové nebo Asianité, v antických řeckých pramenech pak Asioi, bylo etnikum indoevropského původu, které žilo v oblasti Tarimské pánve v dnešním Sin-ťiangu na západě Číny. Mluvili indoevropským jazykem tocharštinou, což byl nejvýchodněji rozšířený indoevropský jazyk.
V povodí řeky Tarim byly ve 2. polovině 20. století nalezeny zachovalé mumie, které zřejmě patří Tocharům. Mumie mají zřetelně evropské rysy; testy DNA prokázaly, že mumie mají haplotyp charakteristický pro západní Eurasii v oblasti Ukrajiny.
Ve 2. století př. n. l. se tocharské osady vyvinuly v městské státy. Tato města sloužila jako mezistanice na Hedvábné stezce, která vedla podél okraje pouště Taklamakan. Tocharové z velké části přijali buddhismus.
Tocharové se v oblasti Tarimské pánve udrželi až do 9. století, kdy byli asimilováni Ujgury prchajícími po pádu Ujgurského kaganátu, a dali tak vznik modernímu ujgurskému etniku.